# 111-es főút (Magyarország)
A 111-es számú főút Esztergom és Dorog belvárosain vezet keresztül. A 10-es és a 11-es főutat köti össze.

## Fekvése
A főút észak-déli irányba halad. Esztergom belvárosában, a Kerektemplomtól, a Bécsi (10-es) út dorogi szakaszáig, a Polgármesteri hivatalig tart. Esztergom-Kertvárosban az úttal párhuzamosan húzódik az Id. Rubik Ernő repülőtér, ettől délre keresztezi az új 117-es főutat.

## Története
1934-ben már másodrendű főút volt, a kereskedelem- és közlekedésügyi miniszter 70 846/1934. számú rendelete értelmében, a 11-es főút részeként (ugyanabban az időben a 111-es útszámot még egy szigetközi útszakasz, a mai 1408-as út viselte).
Egy dátum nélküli, feltehetőleg 1950 körül készült térkép a mai 111-es főutat 13-as útszámozással tünteti fel. (A 111-es útszámozást abban az időben a Budakalász-Dobogókő közti útvonal viselte
2006 és 2008 között ezen az úton történt a legtöbb baleset kilométerenként, minden 189 méterén volt  egy. A negyven ütközésből egy volt halálos kimenetelű, 25 súlyos, a többi könnyű sérüléssel járt.

## Települései
- Esztergom (Kiss János altábornagy út, kb 1,1 km)
- Esztergom külterületén (Dorogi út, kb 3 km)
- Esztergom-Kertváros (Damjanich utca, kb 1,5 km)
- Dorog (Esztergomi út, kb 1,9 km)

## Érdekességek
- Kétszer keresztezi a Budapest–Esztergom-vasútvonal.
- A főút három patak fölött vezet, ezek a Kincses-patak, a Szent János-patak és a Kenyérmezői-patak.